# Grbavica (Sarajevo)
Grbavica (v srbské cyrilici Грбавица) je místní část (bosensky naselje) v hlavním městě Bosny a Hercegoviny, Sarajevu. Nachází se na jižním (levém) břehu řeky Miljacky. Je známá mimo jiné podle stejnojmenného filmu. Administrativně je součástí opštiny Novo Sarajevo.
Obdobně jako související části bosenské metropole (např. Hrasno apod.) vyrostla Grbavica po druhé světové válce jako nově rozvíjené modernistické město. Sídliště Grbavica vzniklo mezi řekou Miljackou a ulicí Zagrebačka s výškovými bytovými bloky. Také zde byly postaveny objekty pro Lesnickou fakultu Sarajevské univerzity. Nachází se zde dvě základní školy (OS Kovačići, OS Grbavica I) a velvyslanectví Nizozemska. Hlavním sportovním objektem zde je Stadion Grbavica, který patří týmu FK Željezničar Sarajevo.
Od roku 1996 stojí v Grbavici tzv. Jordánská mešita. Obyvatelstvo katolické víry koná své obřady v kostele sv. Ignáce z Loyloly.
Během obléhání města za války v 90. letech byla Grbavica obsazena Vojsky Republiky srbské. V oblasti došlo k značné míře válečného ničení a škody byly přítomné ještě mnohá léta po skončení války.
Grbavicí prochází trolejbusová trať sarajevské trolejbusové sítě.
Místními rodáky jsou Goran Čengić a Zdravko Čolić.